# Туйчиев, Алишер
Алишер Туйчиев (тадж. Алишер Тӯйчиев, Alişer Tūjciev, род. 8 марта 1976, Таджикистан) — таджикский футболист с узбекскими корнями, игравший на позиции вратаря.

## Клубная карьера
Начинал заниматься футболом в детской команде города Спитамен (секция стадиона «Родник»), затем играл за команду «Автомобилист». В 1995 году вместе с группой игроков «Автомобилиста» и помощником тренера Достонбеком Мамировым перешёл в «Пахтакор» из Пролетарска (Джаббор-Расуловский район), в его составе стал обладателем Кубка Таджикистана 1995 года.
В профессиональном футболе дебютировал в 1996 году в узбекском клубе «Янгиер», в дальнейшем выступал за «Насаф», «Гулистан», «Машъал» и клубы первой лиги Узбекистана. 2007 год провёл в составе таджикской команды «Парвоз» из Бободжан-Гафурова. В следующем году вернулся в Узбекистан и играл за бекабадский «Металлург». В 2010 году защищал ворота «Вахша».
С 2011 года является вратарём «Истиклола», в его составе стал чемпионом и обладателем Кубка Таджикистана, а также обладателем Кубка президента АФК.
Неоднократно, в том числе в 2013 году, признавался лучшим вратарём Таджикистана.
В 2016 году выступал за клуб «Худжанд».

## Карьера за сборную
За сборную Таджикистана дебютировал в 2008 году, составе сборной принял участие более чем в 30 матчах. По состоянию на 2014 год является капитаном национальной команды. 24 марта 2016 года в гостевом матче против Австралии пропустил 7 голов.

## Семья
Старший брат Баходур (род. 1973) также был футболистом, выступал за клубы Таджикистана и Узбекистана.